# Viktor Khryapa
Viktor Vladimirovich Khryapa (em russo:  Виктор Владимирович Хряпа; Kiev, 3 de agosto de 1982) é um basquetebolista profissional russo. Atualmente joga na Liga Russa de Basquetebol Profissional pelo CSKA Moscou (basquetebol).